# Supercopa Italiana de Voleibol Masculino de 1996
A Supercopa Italiana de Voleibol Masculino de 1996 foi a 1ª edição desta competição organizada pela Lega Pallavolo Serie A, consórcio de clubes filiado à Federação Italiana de Voleibol (FIPAV) que ocorreu em 22 de setembro.
O Piemonte Volley conquistou o título inaugural desta competição ao derrotar o Sisley Volley por 3 sets a 1.

## Regulamento
O torneio foi disputado em partida única.

## Equipes participantes
| Equipe          | Qualificação                              |
| --------------- | ----------------------------------------- |
| Piemonte Volley | Campeão da Copa Itália de 1995–96         |
| Sisley Volley   | Campeão do Campeonato Italiano de 1995–96 |

## Resultado
| Data   | Hora  |                 | Placar |               | Set 1 | Set 2 | Set 3 | Set 4 | Set 5 | Total | Relatório |
| ------ | ----- | --------------- | ------ | ------------- | ----- | ----- | ----- | ----- | ----- | ----- | --------- |
| 22 set | 18:30 | Piemonte Volley | 3–1    | Sisley Volley | 15–12 | 15–7  | 11–15 | 15–11 |       | 56–45 | Relatório |

## Premiação
| Supercopa Italiana de 1996           |
| Piemonte                             |
| ------------------------------------ |
| Piemonte Volley Campeão (1.º título) |